# Jizerka (rzeka)
Jizerka – niewielka górska rzeka w Górach Izerskich, długości 6,5 km, prawy dopływ Izery.
Źródła Jizerki znajdują się w centralnej części Gór Izerskich, po stronie czeskiej, w siodle między Vlašským hřebenem a Středním Jizerským hřebenem. Dopływy: lewe - Příčná voda i Pařezový potok, prawe - Hlinitý, Safírový i Sklářský potok. Jizerka wpada do Izery pod Bukowcem (czes. Bukovec), na wschód od wsi Jizerka.